# Titanic Hotel Futbol Sahası
Titanic Hotel Futbol Sahası – stadion piłkarski w pobliżu Antalyi, w Turcji. Został otwarty w 2003 roku. Może pomieścić 400 widzów. Obiekt był jedną z aren Mistrzostw Europy U-19 kobiet 2012. Rozegrano na nim trzy spotkania fazy grupowej turnieju. Na stadionie odbyło się także jedno oficjalne spotkanie piłkarskich reprezentacji narodowych: 6 lutego 2008 roku Mołdawia pokonała w meczu towarzyskim Kazachstan 1:0.